# PROBA-2
PROBA-2 (Project for Onboard Autonomy 2), de opvolger van PROBA, is een satelliet van de Europese ruimtevaartorganisatie ESA. PROBA-2 kan veel activiteiten autonoom afhandelen, en krijgt om die reden dan ook een krachtige boordcomputer gebaseerd op de LEON-processor. De PROBA-2 is gelanceerd op 2 november 2009.
PROBA-2 is de opvolger van PROBA. De belangrijkste instrumenten aan boord zijn SWAP en LYRA. De Koninklijke Sterrenwacht van België baat deze instrumenten uit. Daarnaast zijn ook de instrumenten DSLP en TPMU aanwezig.
De hoofdopdracht is het demonstreren van nieuwe technologie in de ruimte. Een deel hiervan is een volledig deel van de satelliet, een ander deel is niet van cruciaal belang voor de missie maar enkel voor demonstratie. Daarnaast heeft PROBA-2 een wetenschappelijke missie, namelijk het observeren van de zon. Hiervoor dienen de instrumenten SWAP en LYRA.
Er gaan ook twee instrumenten mee voor het observeren van ruimteweer, DSLP en TPMU.
PROBA-2 werd gelanceerd als secundaire nuttige lading van de Soil Moisture and Ocean Salinity (SMOS) satelliet door Eurockot Launch Services met een Rokot raket van op de Plesetsk Cosmodroom in Rusland.
Ten slotte werd PROBA-2 ook gebruikt voor waarnemingen van het weer op Venus. ESA's Venus Express werd bij de beëindiging van haar missie in de atmosfeer van Venus gestuurd. Met de hulp van PROBA-2 zullen regelmatig weerrapporten doorgestuurd worden over het weer op Venus.
De opvolger PROBA-V (Vegetation) werd gelanceerd in 2013 en PROBA-3 (Formatie vlucht) in 2024.

## Bijgetankt
Op 16 augustus 2011, na bijna twee jaar in de ruimte, was PROBA-2 door zijn brandstof heen. Omdat hij met vier koelgasgeneratoren is uitgerust is dat geen probleem. Deze generatoren zetten vaste brandstof om in stikstof die dan gebruikt wordt voor de aandrijving. Vanuit het Belgische grondstation in Redu werd het commando gegeven om de eerste generator te starten. Er werd 43 liter zuiver stikstofgas geproduceerd dat de raketmotoren aandrijft.